# Родионов, Геннадий Степанович
Геннадий Степанович Родионов (род. 14 декабря 1949) — оперный певец (бас), Заслуженный артист Российской Федерации (2010), народный артист Башкирской АССР (1990). Член Союза театральных деятелей (1982).

## Биография
Родионов Геннадий Степанович родился 14 декабря 1949 года в Уфе.
После окончания школы № 45 Геннадий поступил на завод «Гидравлика». Работал за станком свертовщиком-сварщиком. Солировал в вокально-инструментальном ансамбле, участвовал в телепередаче «Алло, мы ищем таланты!».
Начав учиться в Уфимском училище искусств, он со второго курса по приглашению ректора института искусств Загира Гариповича Исмагилова перешёл в ВУЗ и в 1976 году окончил Уфимский государственный институт искусств (ныне — Уфимская государственная академия искусств им. Загира Исмагилова) по специальности «сольное пение» (класс народной артистки РСФСР и БАССР, профессора Б. Н. Валеевой).
С 1976 года работает в оперной труппе Башкирского Государственного театра оперы и балета. Дебютировал в театре в двух партиях — хана Кончака в опере «Князь Игорь» А. Бородина (дипломная работа) и короля Рене (опера «Иоланта» П. Чайковского).
Геннадий Родионов — исполнитель как оперного репертуара, так и концертных программ, включающих классику, эстрадные песни.
Гастрольная деятельность Г. Родионова по стране и за рубежом началась в 1984 году после победы на Всероссийском конкурсе исполнителей советской песни (Сочи, 1982). Родионов дал свыше 1 000 концертов по Сибири, Дальнему Востоку, на БАМе. Долгие годы он сотрудничал с композиторами России: А. Пахмутовой, П. Аедоницким, М. Фрадкиным, Е. Крылатовым, Е. Птичкиным, работал с Эстрадно-симфоническим оркестром Гостелерадио СССР под управлением А. Петухова. Записывался на Всесоюзном радио и ЦТ.
С 1992 по 2003 годы Родионов работал по контракту в оперном театре города Майнингейн (Германия). В 2002 году пел в тетралогии «Кольцо нибелунгов» Р. Вагнера (режиссёр Кристина Милиц), в постановке рок-оперы «Иисус Христос-суперзвезда» Э. Уэббера.
Профессиональные музыкальные издания признали в Геннадии Родионове «вагнеровского певца», что является высшей вокальной аттестацией в немецких театрах.
За рубежом он работал с дирижёрами Кириллом Петренко (Германия), Стефаносом Циалисом (Германия), Вольфгангом Хокке (Германия), Дюфор (Швейцария), с режиссёрами Августом Эвердингом (Германия), Кристиной Милиц (Германия) Ингольфом Хуном (Германия).
В 2003 году артист вернулся в Уфу, продолжил работать в Башкирском государственном театре оперы и балета, где сразу вошёл в репертуар: Гремин в «Евгении Онегине», Рене в «Иоланте», Рамарис в «Аиде», позже Мефистофель в премьере «Фауста».
Семья: жена, Татьяна Николаевна (работает в Германии концертмейстером балетной труппы), две дочери, пять внуков, включая внучку Софию Федяеву и внука Родиона.

## Роли в операх
Зарастро (В.-А. Моцарт «Волшебная флейта»),
Базилио (Дж. Россини «Севильский цирюльник»),
Мефистофель (Ш. Гуно «Фауст»),
Вейт Погнер (Р. Вагнер «Нюрнбергские мейстерзингеры»,)
Герман (Р. Вагнер «Тангейзер»),
Король Марке (Р.Вагнер «Тристан и Изольда»),
Фафнер (Р. Вагнер «Золото Рейна»),
Фафнер (Р. Вагнер «Зигфрид»),
Хаген (Р. Вагнер «Гибель богов»),
Хундинг (Р. Вагнер «Валькирия»),
Филипп, Великий Инквизитор (Дж. Верди «Дон Карлос»),
Коллен (Дж. Пуччини «Богема»),
Кайфас (Э. Уэббер «Иисус Христос-суперзвезда»),
Мельник (А. Даргомыжский «Русалка»),
Кончак, Галицкий, Ерошка (А. Бородин «Князь Игорь»),
Пимен, Варлаам (М. Мусоргский «Борис Годунов»),
Гремин (П. Чайковский «Евгений Онегин»),
Рене (П. Чайковский «Иоланта»),
Собакин (Н. Римский-Корсаков «Царская невеста»),
Царь Салтан (Н. Римский-Корсаков «Сказка о царе Салтане»),
Сальери (Н. Римский-Корсаков «Моцарт и Сальери»),
Беня Крик (А. Журбин «Биндюжник и король»).

## Награды
- Лауреат I премии Всероссийского конкурса исполнителей советской песни (Сочи), 1982.
- 1984 — лауреат II премии и приза зрительских симпатий Всесоюзного телевизионного конкурса «С песней по жизни»
- 1984 — лауреат II премии Международного конкурса исполнителей эстрадной песни «Варадеро-1984» (Куба)
- 1984 — лауреат Республиканской премии имени Г. Саляма (Уфа)
- 1984 — Заслуженный артист Башкирской АССР
- 1990 — Народный артист Башкирской АССР
- 2010 — Заслуженный артист Российской Федерации

## Гастроли
Выступал на гастролях странах: Австралия, Австрия, Англия, Аргентина, Бразилия, Венесуэла, Германия, Голландия, Канада, Коста Рика, Куба, Мексика, Таиланд, Финляндия, Чехословакия, Швейцария, Шри-Ланка.

## Издания
Альбомы песен:
- 2006 - «Пообещайте мне любовь»
- 2015 - «Я хочу, чтобы песни звучали…»